# Левкиевская, Елена Евгеньевна
Еле́на Евге́ньевна Левкие́вская (род. 5 июня 1963 года, Москва) — советский и российский лингвист, фольклорист и мифолог, специалист по традиционной славянской культуре, исследователь проблемы славянской мифологии и традиционной духовной культуры славян. Доктор филологических наук.

## Биография
С 1983 по 1988 год обучалась на филологическом факультете Московского государственного университета. В дальнейшем продолжила своё обучение на заочной форме в аспирантуре Института славяноведения.
С 1990 года Елена Евгеньевна начала свою трудовую деятельность в Институте славяноведения, где работала последовательно в отделе этнолингвистики и фольклора, в отделе истории культуры славянских народов, в отделе восточного славянства. Уйдя из Института славяноведения, Левкиевская перешла на работу в Центр типологии и семиотики фольклора Российского государственного гуманитарного университета.
В 1995 году защитила кандидатскую диссертацию «Славянский вербальный оберег: семантика и структура», а в 2007 — докторскую диссертацию «Восточнославянский мифологический текст: семантика, диалектология, прагматика». Является ученицей академика Н. И. Толстого. Кроме того, она один из основных авторов пятитомного издания «Славянские древности: Этнолингвистический словарь» (т. 1-4).
С 1984 по 1991 год и с 1995 по 1998 годы была участницей разнообразных этнолингвистических, диалектологических и фольклорных экспедиций.

## Некоторые работы
- Мифы русского народа. М., 2000 (4-е изд.: М., 2005).
- Славянский оберег: Семантика и структура. М., 2004.
- Семантика славянских вербальных апотропеев (белорусская традиция) // Языковая и этнокультурная история Восточной Европы. М., 1995.
- Славянские представления о способах коммуникации между тем и этим светом // Концепт движения в языке и культуре. М., 1996.
- Апотропеическое использование хлеба в традиционной славянской культуре // Хлябът в славянската култура. София, 1997.
- К вопросу об одной мистификации, или гоголевский Вий при свете украинской мифологии // Studia mitologica slavica. Ljubljana, 1998. Knj. 1.
- Мифологический персонаж: имя и образ // Славянские этюды: Сборник к юбилею С. М. Толстой. М., 1999.
- Мифологические персонажи в славянской традиции: восточнославянский домовой // СБФ. М., 2000. [Вып. 9]. Народная демонология.
- Русская история как миф и способы его воспроизведения // Etnolingwistyka. Lublin, 2000. [Zesz.] 12.
- Стереотип поляка в русской литературе XIX—XX веков // Polacy w oczach Rosjan — Rosjanie w oczach Polaków. Warszawa, 2000.
- Демонология севернорусского села Тихманьги: [Словарь] // Восточнославянский этнолингвистический сборник: Исследования и материалы. М., 2001.
- Материалы к словарю полесской этнокультурной лексики: (Опыт компьютерной обработки восточнославянской диалектной лексики). Демонология // Там же (соавтор).
- Механизмы создания мифологических фантомов в «Белорусских народных преданиях» П. Древлянского // Рукописи, которых не было: подделки в области славянского фольклора. М., 2002.
- Мифологический персонаж: соотношение имени и функции // Литература, культура и фольклор славянских народов: Доклады российской делегации / XIII Международный съезд славистов, Любляна, август 2003 г. М., 2002.
- Агрессия как форма защитной магии в славянской традиционной культуре // Агрессия в языке и речи. М., 2004.
- Концепт человека в аксиологическом словаре поэзии А. Тарковского // Язык культуры: семантика и грамматика. К 80-летию со дня рождения академика Никиты Ильича Толстого (1923—1996). М., 2004.
- Представления о «том свете» у восточных славян // Славянский альманах 2003. М., 2004.
- Некоторые способы наименования страха в славянских мифологических текстах // Эмоции в языке и речи. М., 2005.
- Прагматика мифологического текста // СБФ. М., 2006. Вып. 10. Семантика и прагматика текста.
- «Дзяды» Мицкевича и славянские поминальные деды // Адам Мицкевич и польский романтизм в русской культуре. Материалы конференции. М., 2007.
- Народная культура восточных и западных славян // История культур славянских народов. М., 2008.
- Этнокультурный и языковой стереотип украинца в русском сознании // Украина и украинцы: образы, представления, стереотипы. М., 2008.
- Быличка как речевой жанр // «Кирпичики». Фольклористика и культурная антропология сегодня. М., 2008.
- Членение исторического времени в устной традиции восточных славян XX в. // Знаки времени в славянской культуре: от барокко до авангарда. М., 2009.
- Ребёнок и революция: становление личности в кризисную эпоху // Человек и личность как предмет исторического исследования. Россия (конец XIX—XX в.). СПб., 2010.
- Детские «страшные рассказы» в коммуникативном аспекте // XVI Виноградовские чтения. Материалы конференции. СПб., 2010.
- Механизмы неформальной коммуникации в современном православном дискурсе России // Будущее религии в Европе. М., 2010.
- Польская и русская народные традиции в сравнительном освещении // Общее прошлое России и Польши: работая над ошибками. Сергиев Посад, 2010.

в словарях, энциклопедиях
- Славянская этнолингвистика: библиография. Изд. 2-е, испр. и доп. М., 2004.
- Автор статей в энциклопедии «Славянские древности: Этнолингвистический словарь».
- Вампир : [арх. 21 октября 2022] / Левкиевская Е. Е. // Большой Кавказ — Великий канал. — М. : Большая российская энциклопедия, 2006. — С. 569. — (Большая российская энциклопедия : [в 35 т.] / гл. ред. Ю. С. Осипов ; 2004—2017, т. 4). — ISBN 5-85270-333-8.
- Кликушество : [арх. 2 сентября 2022] / Левкиевская Е. Е. // Киреев — Конго. — М. : Большая российская энциклопедия, 2009. — С. 277. — (Большая российская энциклопедия : [в 35 т.] / гл. ред. Ю. С. Осипов ; 2004—2017, т. 14). — ISBN 978-5-85270-345-3.
- Знахарство : [арх. 4 января 2023] / Левкиевская Е. Е. // Железное дерево — Излучение. — М. : Большая российская энциклопедия, 2008. — С. 522. — (Большая российская энциклопедия : [в 35 т.] / гл. ред. Ю. С. Осипов ; 2004—2017, т. 10). — ISBN 978-5-85270-341-5.
- Опахивание : [арх. 18 июня 2022] / Левкиевская Е. Е. // Океанариум — Оясио. — М. : Большая российская энциклопедия, 2014. — С. 223. — (Большая российская энциклопедия : [в 35 т.] / гл. ред. Ю. С. Осипов ; 2004—2017, т. 24). — ISBN 978-5-85270-361-3.

в соавторстве
- Зеленин Д. К. Избранные труды: Очерки русской мифологии. М., 1995 (один из составителей и комментаторов).
- Полесские заговоры (в записях 1970—1990-х гг.). М., 2003 (один из составителей книги, указателей к ней, комментаторов).
- Русский праздник. М., 2007.
- Полесская народная демонология. М., 2010. Т. 1 (соавтор).